# Torre Gran (Montornès del Vallès)
La Torre Gran és una obra modernista de Montornès del Vallès (Vallès Oriental) protegida com a Bé Cultural d'Interès Local.

## Descripció
És un edifici de planta quadrangular situat en el centre d'un petit jardí que conserva una tanca de maçoneria irregular i pilastres coronades per un mosaic de pedra i reixes de ferro forjat amb brèndoles helicoïdals que limita el barri davant la façana que s'obre al carrer Major, i que comparteix amb la casa veïna de Can Verdaguer. Té coberta a quatre vessants, de teula àrab i amb carener rematat per dues pinyes de ceràmica vidrada, un a de les quals actualment no existeix. El ràfec presenta caps de biga o permòdols esglaonats, que sustenten la coberta. Conserva una xemeneia de ceràmica envernissada en verd.
La construcció és de planta baixa i pis, amb façana principal simètrica amb tres eixos verticals i pintada de color vermell. Té la porta d'entrada rectangular i al centre, amb una finestra a cada costat. Al pis hi ha una balconada que abasta tota l'amplada de la façana, amb barana de ferro forjat amb les brèndoles helicoïdals, al que s'obre una porta central flanquejada per una finestra a cada costat. Destaca l'estètica de totes les obertures, que segueixen la mateixa composició a cada pis: a la planta baixa tenen un fals arc fet per aproximació de filades, rematat per un arc escarser i una decoració de rajoles envernissades en verd a la part superior i sota la llinda; al pis tenen llinda horitzontal decorada amb rajoles verdes vidrades i motllura superior de maó. Una decoració en fris corregut de totxo vist, uneix i marca la part final de les finestres per la part alta dona uniformitat al conjunt. Sobre la porta principal unes rajoles blanques porten el nom de la casa TORRE CARME, i una rajola a banda i banda ens recorda la data de construcció: ANY 1923.
La façana posterior està decorada amb motius idèntics a la principal, amb guardapols a la planta baixa i un porxo format per una balconada simple i sustentat amb dues columnes de morter amb aplicacions de fragments de pedra. Les dues façanes laterals es troben a poca distància de les cases que hi ha a cada costat, tot i que mantenen les característiques de les façanes principals.

## Història
Es tracta d'un xalet construït en el primer nucli de torres d'estiueig edificat a Montornès. Els estiuejants barcelonins propietaris de la casa tenien el cognom Orriols, i van batejar la casa com a Torre Carmen, tal com indica el rètol de ceràmica que es conserva sobre la llinda de la porta principal.